# Vaulogerodesmus dawydoffiae
Vaulogerodesmus dawydoffiae är en mångfotingart som först beskrevs av Carl Graf Attems 1953.  Vaulogerodesmus dawydoffiae ingår i släktet Vaulogerodesmus och familjen orangeridubbelfotingar. Inga underarter finns listade i Catalogue of Life.